# Acianthera strupifolia
Acianthera strupifolia là một loài phong lan.

## Hình ảnh

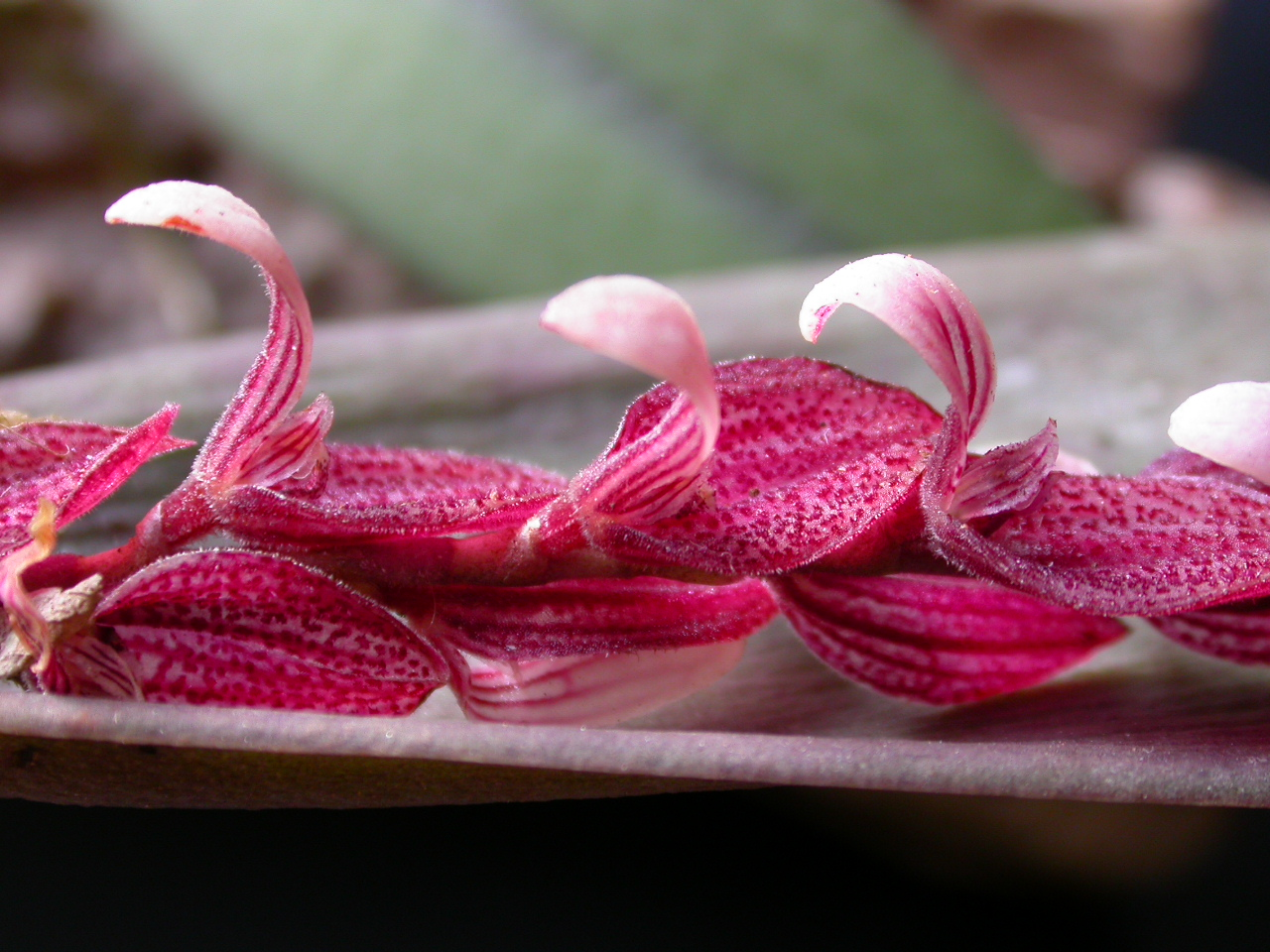
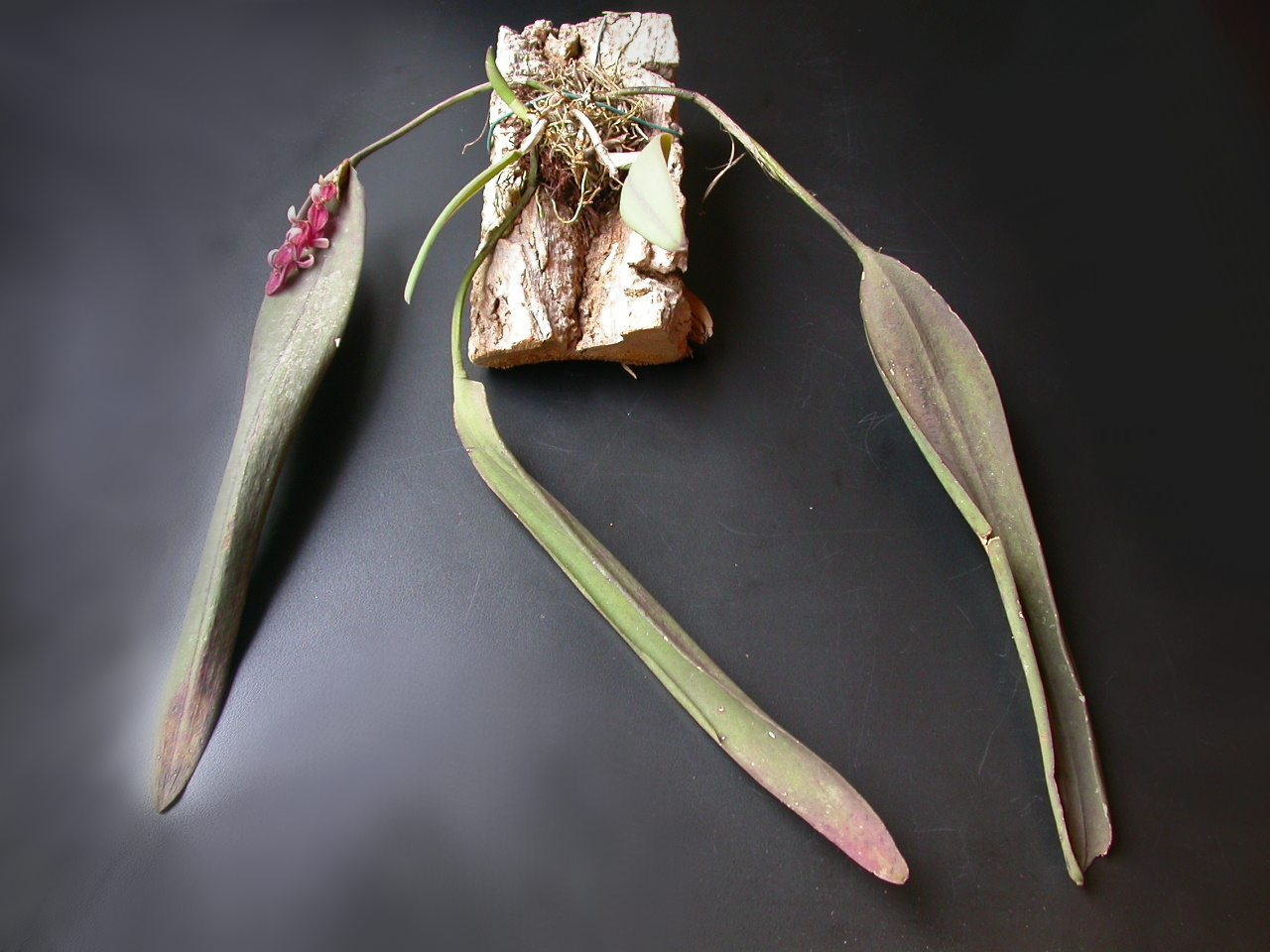
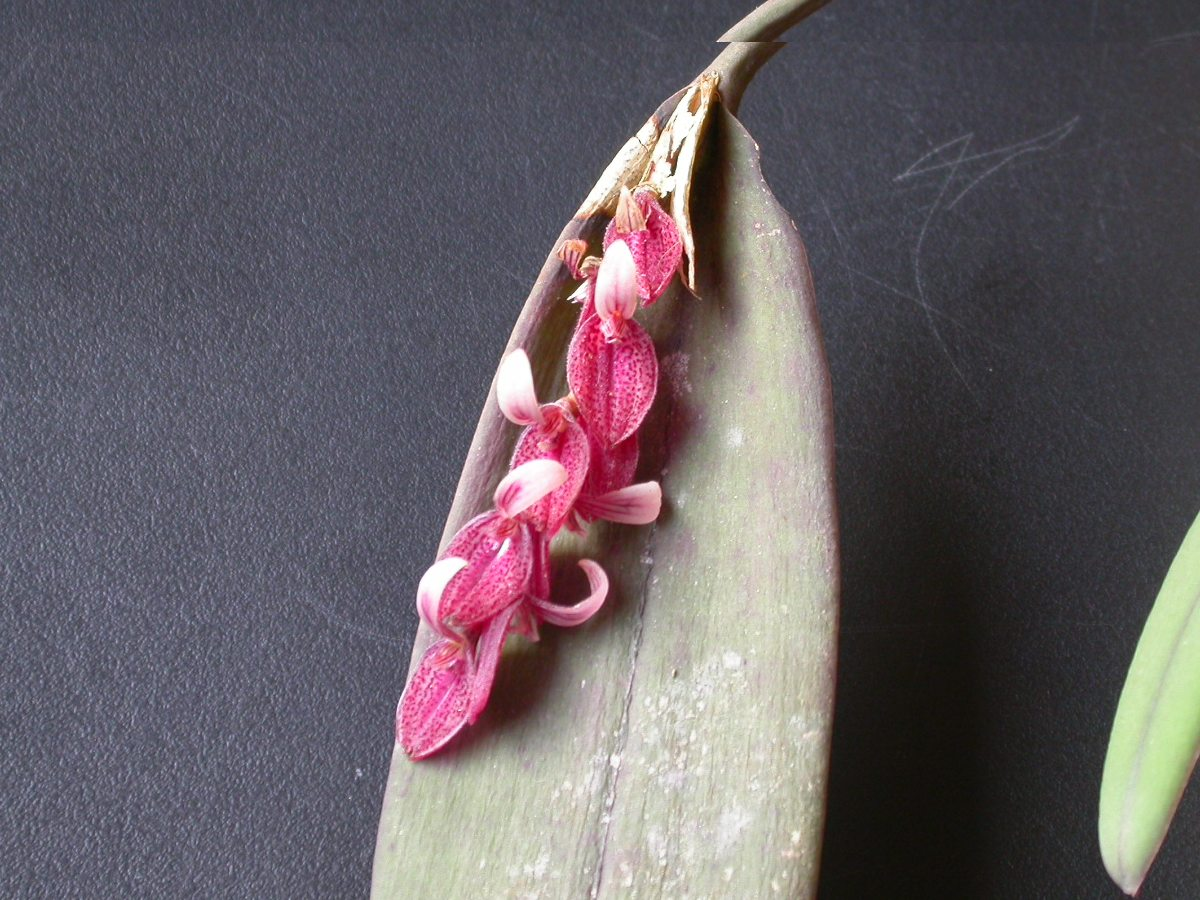
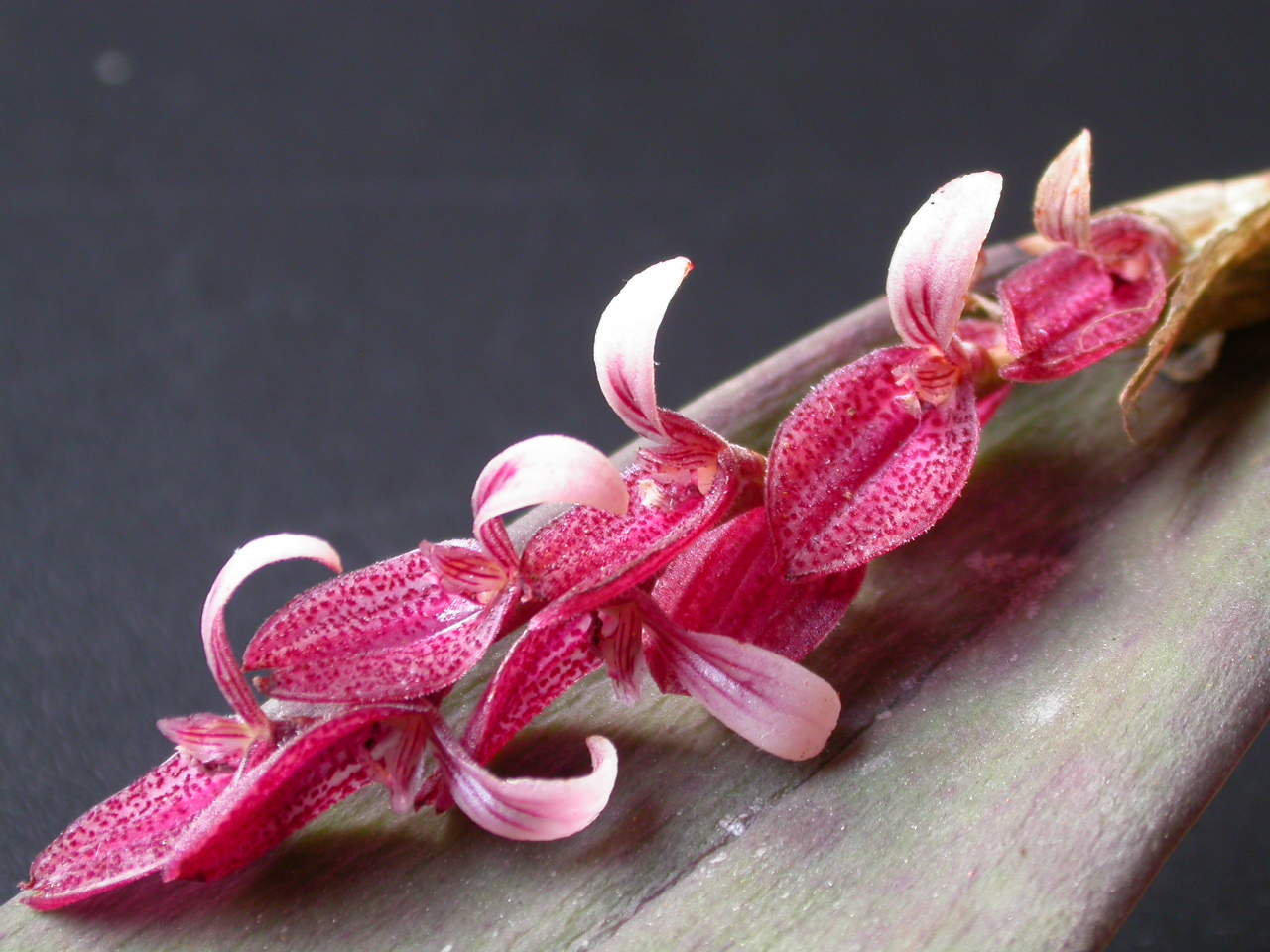